# Marmesse
Marmesse är en fyndplats från urnefältskulturen. Den ligger i närheten av Châteauvillain i departementet Haute-Marne, Frankrike. 